# Botanischer Garten Zürich
Der Botanische Garten Zürich ist ein der Universität Zürich zugehörender Botanischer Garten in Zürich, Schweiz.

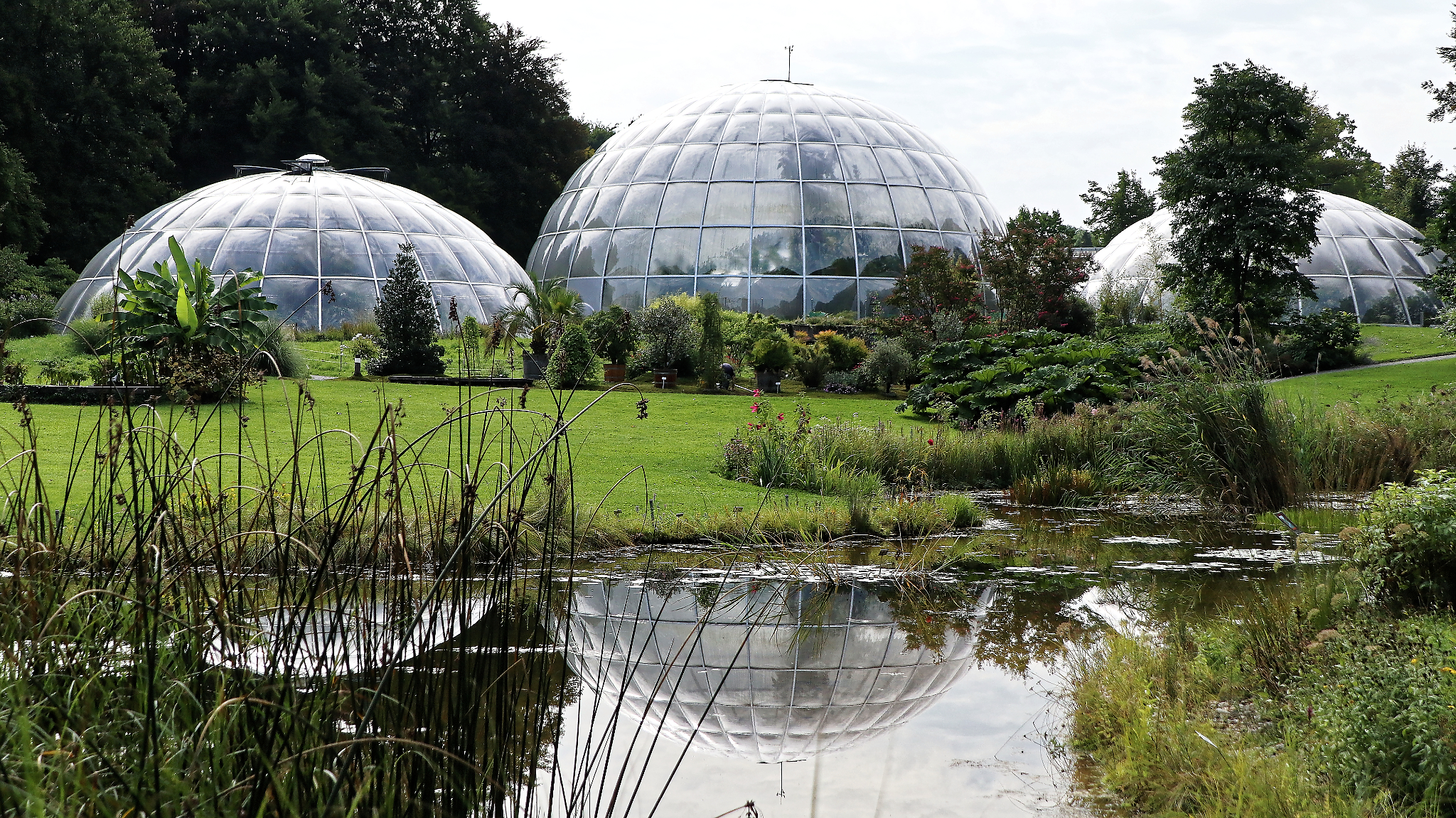
Kuppelgewächshäuser mit Teich

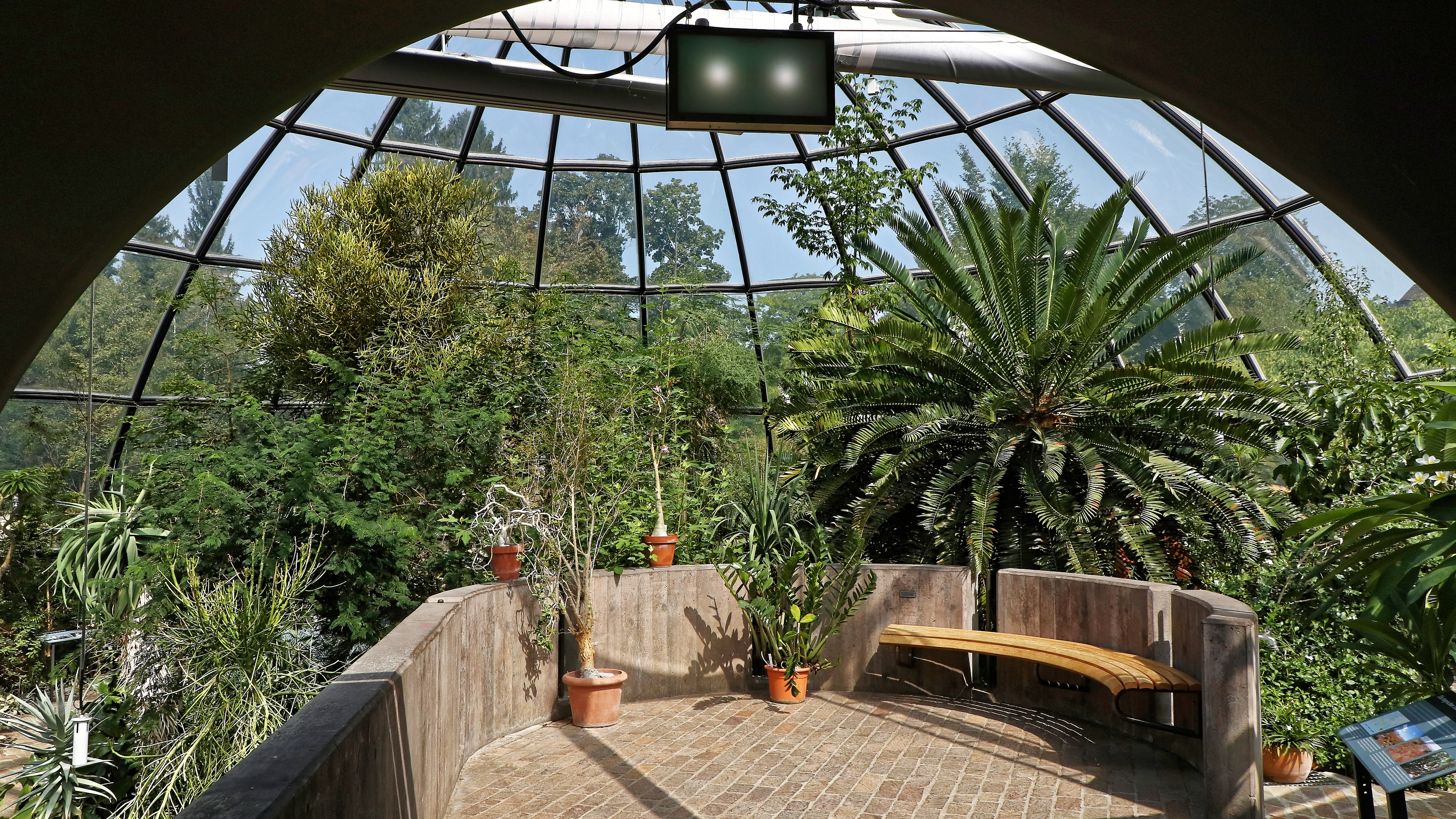
Palmengewächshaus

## Lage
Unterschieden wird zwischen zwei Standorten: Dem seit 1833 bestehenden alten Botanischen Garten beim ehemaligen Bollwerk «zur Katz» in der City und der im Jahr 1977 eröffneten neuen Anlage an der Zollikerstrasse im Kreis 8.

## Aufgaben
Der Botanische Garten ist dem Institut für Systematische und Evolutionäre Botanik zugeordnet. Zu diesem Zweck stellt er Pflanzen für die Forschung und die Lehre an der Universität Zürich zur Verfügung, dient der Erhaltung und Vermehrung bedrohter Gewächse und als Erholungsraum für die Bevölkerung. Der Informationsdienst, Führungen und die Organisation von Ausstellungen sind weitere zentrale Aufgaben des Gartens.

## Geschichte
Zusammen mit der Gründung der Universität Zürich im Jahre 1833 und der Auflösung des Bollwerks «zur Katz» wurde mit dem Bau der noch heute existierenden Anlage des Alten Botanischen Gartens Zürich am Schanzengraben begonnen. 1851 folgte die Eröffnung des unter Denkmalschutz stehenden Palmenhauses, zu Beginn aus Glas und Holz erbaut, im Jahr 1877 erhielt der achteckige Glaspavillon einen Gusseisenrahmen. Heute gehört die Anlage mit ihrem wertvollen Baumbestand zum Völkerkundemuseum, das in den ehemaligen Institutsgebäuden untergebracht ist. Teil des alten Botanischen Gartens ist der sogenannte «Gessner–Garten», ein mittelalterlicher Kräutergarten auf dem Gipfel des Hügels, in Erinnerung an den Naturforscher und Stadtarzt Conrad Gessner. Die Anlage «zur Katz» beherbergte bis zum Umzug an den neuen Standort den Botanischen Garten der Universität und dient seit 1976 als Naherholungsgebiet in der Innenstadt.

## Anlage
1971 entschied sich das Stimmvolk für den Bau eines neuen Botanischen Gartens im «alten Park» der Familie Bodmer–Abegg, im Quartier Weinegg an der Zollikerstrasse.

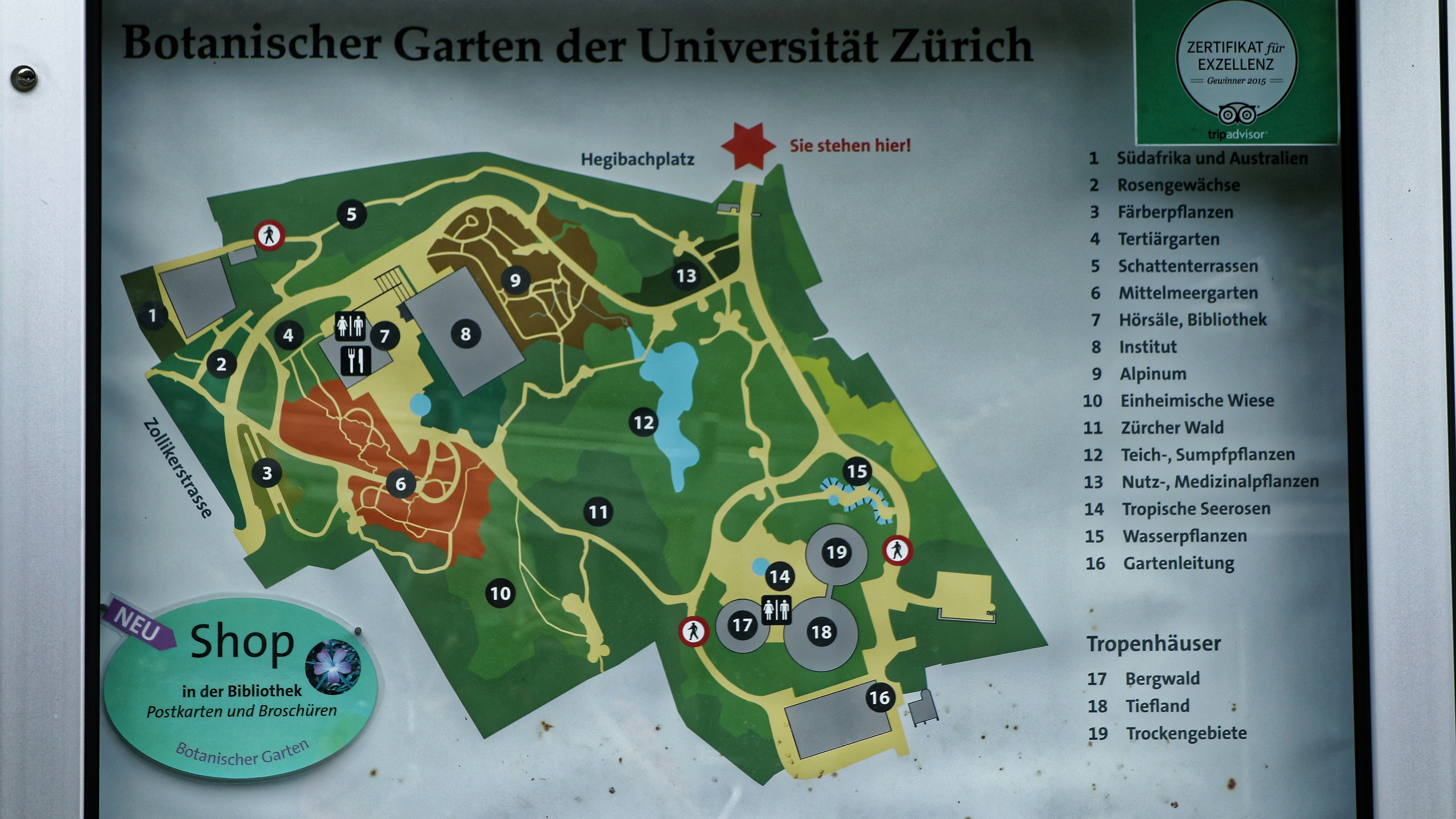
Orientierungsplan

Geplant wurde er vom Zürcher Gartenarchitekten Fred Eicher und schliesslich in den Jahren 1972 bis 1977 als Ersatz für den botanischen Garten «zur Katz» und Standort des Instituts für Systematische Botanik gebaut. Vor allem Beachtung fanden die drei Gewächshäuser, kalottenförmige Dome aus pigmentierten, gewölbten Acryl-Plexi-Scheiben, geplant von den Architekturbüros von Hans und Annemarie Hubacher, die so in der Schweiz erstmals geplant wurden.
Arten mit ähnlichen Wachstumsbedingungen zusammen anzupflanzen, war ein wichtiges Anliegen bei Planung und Gestaltung der neuen Anlage. Zu sehen sind heute rund 7000 Pflanzenarten, die in themenbezogenen Biotopen zusammengefasst sind – von der Flora des Mittelmeers bis zum Frühlingsgarten – im weitläufigen Aussenareal des Parks mit Arboretum, einem zentralen Teich und in den Kuppelgewächshäusern mit unterschiedlichen Klimazonen und repräsentativen Pflanzenarten. Zur Anlage gehören die Institutsgebäude und die auch für das Publikum zugängliche Kantine.

### Biotope
Die nachstehenden Lebensräume (Biotope) und Klimazonen sind im Botanischen Garten vertreten:
- Mediterrangartengarten mit vielfältigen Düften
- Tertiärgarten mit wärmeliebenden Baumarten
- Schattengarten mit Eiben- und Buchsbaumwald, Farnen und Baumfarnen
- Wadi (Trockenflusslauf) mit an die Trockenheit angepassten Arten
- Färberpflanzenbereich mit seinen kulturgeschichtlichen Aspekten
- Mixed Border mit besonders prächtigen Frühlings- und Sommerblumen
- Alpinum mit Gebirgspflanzen verschiedener Kontinente sowie Neuseeland-Bereich
- Einheimische Wiese südexponierter Fläche
- Teich sowie separate Viktoria- und Lotusteiche und Wasserpflanzenbecken mit ihrer mannigfaltigen Tierwelt
- Bereiche mit seit Jahrhunderten verwendeten Nutz- und Heilpflanzen
- Schauhaus Tieflandregenwald
- Schauhaus Bergreenwald
- Schauhaus Savanne
- Terrassenbepflanzung
- Kalk-Magerrasen
- Rosaceengarten
- Arboreum Zürcher Wald
- Erlebnisgarten
- Schaukästen mit Freilandgewächsen im Sommer

### Schauhäuser
Im Botanischen Garten gibt es drei Kuppelgewächshäuser mit unterschiedlichen Klimata. Der grösste Kuppelbau simuliert das Klima des tropischen Tieflandregenwaldes, die beiden anderen die klimatischen Gegebenheiten des tropischen Bergwaldes und einer Savannenlandschaft. Sehenswert sind Palm- und Baumfarne, Orchideen und zahlreiche Nutzpflanzen sowie Aquarien.
Die Gewächshäuser wurden 2011 bis 2013 aufwändig renoviert (das Bild unten zeigt die alten Häuser mit den stark eingedunkelten Plexiglasscheiben, die die Pflanzen am Wachstum behinderten) und thematisch neu ausgerichtet. Ein 14 m hohes Modell eines Regenwaldriesen mit Besucherplattform in 6 m Höhe vermittelt einen Eindruck des tropischen Regenwaldes. Vitrinen zeigen neu ganzjährig fleischfressende Pflanzen, botanische Raritäten aus dem südwestlichen Afrika (z. B. Lebende Steine, Welwitschien) und die einmalige Vegetation der venezolanischen Tepuis.

## Bildergalerie
Koordinaten: 47° 21′ 31,1″ N, 8° 33′ 40″ O; CH1903: 684798 / 245917